# Words (Tony Rich)
Words è il primo album in studio del cantante statunitense Tony Rich, pubblicato il 16 gennaio 1996.

## Tracce
1. Hey Blue – 3:48
2. Nobody Knows – 5:06
3. Like a Woman – 4:08
4. Grass is Green – 4:08
5. Ghost – 4:21
6. Leavin' – 3:44
7. Billy Goat – 4:11
8. Under Her Spell – 4:24
9. Little Ones – 3:37
10. Missin' You – 3:49